# Samuel Whitbread (Politiker, 1720)
Samuel Whitbread (* 30. August 1720 in Cardington; † 11. Juni 1796) war ein englischer Politiker und Unternehmer.

## Leben
Samuel Whitbread war der fünfte Sohn von Henry Whitbread, einem in Bedfordshire ansässigen kleinen Grundbesitzer, und dessen zweiter Frau Elizabeth (geborene Read). Im Juli 1757 heiratete er Harriet Hayton († April 1764). Aus der Ehe gingen ein Sohn und zwei Töchter hervor. Im August 1769 heiratete er Lady Mary Cornwallis, die Tochter von Charles Cornwallis, 1. Earl Cornwallis. Aus dieser Ehe ging eine Tochter hervor.
Whitbread ging in einer Londoner Brauerei in die Lehre. 1742 erwarb er zusammen mit seinen Partnern Thomas und Godfrey Shewell und einem Startkapital von 2.000 bis 3.000 Pfund eine kleine Brauerei in der Londoner Old Street. In den folgenden Jahren lag die unternehmerische Führung der Brauerei in Whitbreads Händen. 1750 wurde die Brauerei in die Chiswell Street verlagert. Zu diesem Zeitpunkt hatte er das Unternehmen als führende Porterbrauerei in London etabliert. 1761 umfasste Whitbreads Vermögen 116.000 Pfund und die Brauerei befand sich vollständig in seinem Besitz. In den nächsten Jahren machte er das Unternehmen zu der größten und technisch fortgeschrittensten Brauerei im ganzen Land. 1790 umfasste das Kapital der Brauerei 271.240 Pfund.
Ab 1761 erwarb Whitbread Grundbesitz in Cardington, wo sein Vater bereits Grundbesitz besäßen hatte, und Umgebung, wodurch er einer der größten Landbesitzer in dem County wurde. Neben Bedfordshire erwarb er zwischen 1760 und 1785 Ländereien in Hertfordshire und sechs weiterer Counties. Die Gesamtzahl seines Grundbesitzes belief sich damit auf 4.500 Acre. Von 1767 bis 1768 bekleidete er das Amt des High Sheriff of Hertfordshire. 1768 kandidierte er im Wahlkreis Bedford, der auch Cardington umfasste, für einen Sitz im House of Commons. Diesem gehörte er bis 1774 an. Obgleich der sein Mandat 1774 in diesem Wahlkreis nicht verteidigen konnte, gelang es ihm 1775 mit Hilfe einer Petition wieder in das Unterhaus einzuziehen, dem er diesmal bis 1790 angehörte. 1791 kandidierte er erfolglos im Wahlkreis Steyning. Mit Hilfe einer Petition konnte er im Mai 1792 jedoch für diesen Wahlkreis in das House of Commons einziehen. 1796 verzichtete er auf eine erneute Kandidatur. In den letzten zehn Jahren seines Lebens, als die Profite aus seiner Brauerei am höchsten waren, vervierfachte er seinen Grundbesitz in Bedfordshire. Unter anderem erwarb er 1795 in Southill den späteren Familiensitz der Whitbreads. Zum Zeitpunkt seines Todes umfasste sein Grundbesitz über 12.000 Acre.